# Oxyeleotris altipinna
Oxyeleotris altipinna är en fiskart som beskrevs av Allen och Renyaan, 1996. Oxyeleotris altipinna ingår i släktet Oxyeleotris och familjen Eleotridae. Inga underarter finns listade i Catalogue of Life.